# حارة شفيع (كريتر)
حارة شفيع هي إحدى حارات حي الصمود الواقع بمديرية كريتر التابعة لمحافظة عدن، بلغ تعداد سكانها 640 نسمة حسب تعداد اليمن لعام 2004.